# London Borough of Harrow
London Borough of Harrow är en borough i nordvästra London med cirka 260 000 invånare (2022).
Borough of Harrow gränsar i norr till Hertfordshire och till Hillingdon i väst, Ealing i söder, Brent i sydöst och Barnet i öster.

## Distrikt
Distrikt som helt eller delvis ligger i Harrow.
- Belmont
- Harrow
- Harrow on the Hill
- Harrow Weald
- Hatch End
- North Harrow
- Pinner
- Queensbury
- Rayners Lane
- South Harrow
- Stanmore
- Wealdstone
- West Harrow